# Antarctoscyphus mawsoni
Antarctoscyphus mawsoni is een hydroïdpoliep uit de familie Sertulariidae. De poliep komt uit het geslacht Antarctoscyphus. Antarctoscyphus mawsoni werd in 1938 voor het eerst wetenschappelijk beschreven door Briggs. 